# Avi Nimni
Avi Ninmi (אבי נמני; Tel Aviv, 26 aprile 1972) è un ex calciatore israeliano, di ruolo centrocampista.

## Caratteristiche tecniche
Giocava come esterno sinistro, regista o seconda punta.

## Carriera
Nimni è il giocatore che ha segnato più reti nella storia del Maccabi Tel Aviv. Fu il capocannoniere del campionato israeliano nella stagione 2000-2001.

## Palmarès

### Club
- Campionato israeliano: 4

Maccabi Tel Aviv: 1991-1992, 1994-1995, 1995-1996, 2002-2003

### Individuale
- Capocannoniere del campionato israeliano: 1

2000-2001 (25 reti)